# Toxorhamphus
Toxorhamphus es un género de aves paseriformes perteneciente a la familia Melanocharitidae. Sus miembros son conocidos comúnmente como picudos y son endémicos de Nueva Guinea y las islas cercanas. En el pasado se creyó que pertenecían a la familia Meliphagidae.

## Especies
El género contiene dos especies:
- Toxorhamphus novaeguineae - picudo ventrigualdo;
- Toxorhamphus poliopterus - picudo cabecigrís.